# Droga krajowa B35 (Austria)
Droga krajowa B35 (Retzer Straße)  - droga krajowa w północno-wschodniej Austrii. Trasa zaczyna się na przedmieściach Krems an der Donau (skrzyżowanie z B3) i biegnie ku północy do miasta Retz i dalej do dawnego przejścia granicznego z Republiką Czeską. W ciągu obwodnicy Pulkau prowadzi wspólnym śladem z drogą B45.